# ماهان إير
ماهان إير (بالإنجليزية: Mahan Air) (بالفارسية: هواپیمایی ماهان ، Havapeymaei-e Mahan) هي شركة طيران خاصة مقرها طهران إيران؛ وتقوم بتسيير رحلات طيران إلى الشرق الأقصى والشرق الأوسط ووسط آسيا وأوروبا؛ الشركة تم تأسيسها في 1991 وبدأت عملياتها في يونيو 1992 كأول شركة طيران خاصة في إيران، وحسب الإحصاءات في مارس 2007 فالشركة لديها 2511 موظفا، حجم الأسطول57، والوجهات 61.
تم حظر خطوط ماهران الجوية بين عامي 2019 و2020 من قبل ألمانيا وفرنسا وإيطاليا وإسبانيا بسبب تورطها مع حكومة مادورو في فنزويلا ونظام الأسد في سوريا. في عام 2024، تم فرض عقوبات دولية على الشركة من قبل الاتحاد الأوروبي بسبب نقل الأسلحة إلى روسيا خلال حربها ضد أوكرانيا. كما كانت الشركة مشتبهاً بها في تحويل أموال إلى حزب الله في لبنان. كما تم فرض عقوبات دولية على الشركة من قبل الولايات المتحدة.

## وصلات خارجية
- ماهان إير (بالعربية)
- ماهان إير (بالفارسية)